# كورتني براون (لاعب كرة قدم أمريكية أمريكي)
كورتني براون (بالإنجليزية: Courtney Brown)‏ هو لاعب كرة قدم أمريكية أمريكي، ولد في 10 فبراير 1984 في سان فرانسيسكو في الولايات المتحدة.

## وصلات خارجية
- كورتني براون (لاعب كرة قدم أمريكية أمريكي) على موقع مرجع كرة القدم المحترفة.كوم (الإنجليزية)